# Liste der Flaggen im Kreis Mettmann

Der Kreis Mettmann in Nordrhein-Westfalen

Diese Liste beinhaltet alle in der Wikipedia gelisteten Flaggen im Kreis Mettmann in Nordrhein-Westfalen. Weitere Flaggen von Städten, Gemeinden und Kreisen in Nordrhein-Westfalen sind über die Navigationsleiste am Ende der Seite erreichbar.
| Zur Flagge des Kreises Mettmann heißt es in seiner Hauptsatzung: | |
| Kreiswappen                                                      | „In silbernem Schild ein blaubewehrter und blaugekrönter doppelschwänziger roter Löwe, alles innerhalb eines schwarzen Schildbordes, der im rechten Obereck nach innen rund ausgebogen, dort mit einem silbernen Vorhängeschloss und im linken unteren Bogen nach der Figur mit einer goldenen Ähre belegt ist.“ […] „Der Kreis führt folgende Flagge: Weißes Flaggentuch im Verhältnis von Länge zu Höhe wie 2 : 1 mit roten Längsstreifen am Ober- und Unterrand und in der Mitte in den Verhältnissen 2 : 5 : 2 : 5 : 2, an der Mastseite belegt mit dem Wappen des Kreises Mettmann.“ |

Hinweis zu Platzhaltern
Zur Zeit der Erstellung dieses Artikels befinden sich darin nicht alle Flaggenabbildungen, dafür aber die Platzhalter  für Hissflaggen und  für Banner. Entsprechende Platzhalter  sind auch auf den Wappenlisten üblich und eine Aufforderung, die noch fehlenden Abbildungen zu finden oder zu erstellen und hochzuladen.

## Städte
| Stadt                  | Hissflagge | Banner | Kommentare |
| ---------------------- | ---------- | ------ | --- |
| Erkrath                |            |        | „Der Stadt Erkrath ist mit Urkunde des Regierungspräsidenten vom 14.09.1977 das Recht zur Führung eines Wappens verliehen worden. Beschreibung des Wappens: In Silber (Weiß) über einem grünen Tal ein rotes Mühlrad, überhöht von einem blau bewehrten, blau bezungten und blau gekrönten schreitenden roten Löwen. […].“ „Der Stadt Erkrath ist ferner mit Urkunde des Regierungspräsidenten vom 14.09.1977 das Recht zur Führung einer Flagge verliehen worden. Beschreibung der Flagge: Rot-Weiß längsgestreift im Verhältnis 1:1, in der Mitte das Wappen der Stadt.“ Beschreibung des Banners: „Rot-Weiß längsgestreift im Verhältnis 1:1 längsgestreift mit dem Stadtwappen etwas oberhalb zur Mitte.“ |
| Haan                   |            |        | Wappenbeschreibung: Das Wappen der Stadt zeigt in weiß einen schreitenden, rot bewehrten schwarzen Hahn, unter dem erhobenen rechten Fuß eine ausgerissene Feder. Flaggenbeschreibung: „Die Stadtflagge führt die Farben grün-weiß-grün und das Wappentier im weißen Felde. […]“ |
| Heiligenhaus           |            |        | „Der Stadt ist mit Urkunde des Innenministers des Landes Nordrhein-Westfalen vom 20. März 1947 das Recht zur Führung eines Wappens verliehen worden. Beschreibung des Wappens: Das Stadtwappen zeigt unter einem silbernen Sparren, dessen Spitze zum oberen Schildrand ragt und links und rechts Dreieckfelder in blauer Farbe ausspart, in Rot einen silbernen Amboss, darüber schräg gekreuzt – ebenfalls in Silber – Hammer und Zange. Beschreibung der Flagge: Die Stadt Heiligenhaus führt eine Stadtflagge in den Farben blau-weiß-rot mit dem Stadtwappen im Mittelfeld.“ |
| Hilden                 |            |        | „Die Stadt führt ein Stadtwappen, eine Flagge und ein Dienstsiegel. Das Recht zur Führung eines Wappens ist der Stadt mit Urkunde vom 2. April 1900 verliehen worden. Beschreibung des Wappens: Das Stadtwappen besteht aus Schild und Krone. Als Krone ist die Stadtmauer abgebildet als Hinweis auf das verliehene Stadtrecht. Darunter folgt ein roter Doppelzinnenbalken zur Erinnerung an die früheren Hoheitsrechte der Grafen von Berg. Der Schild zeigt in der Mitte schräg fließend die Itter auf grünem Grund. Daneben befinden sich ein silbernes Rad (Hinweis auf die Hildener Industrie) und eine silberne Sichel (Symbol für die Hildener Landwirtschaft).“ […] Beschreibung der Flagge: „Die Stadtflagge zeigt längs geteilt und in gleicher Breite die Farben Grün, Weiß, Rot mit dem Stadtwappen in der Mitte.“ |
| Langenfeld (Rheinland) |            |        | „Die Stadt Langenfeld Rhld. führt Wappen, Flagge, Dienstsiegel Beschreibung des Wappens: Die Stadt führt ein Stadtwappen. In einem grünen Schildhaupt schwebt ein goldenes Posthorn mit blauer Schnur und blauen Troddeln. Unter dem Schildhaupt schreitet auf silbernem Grund ein zwiegeschwänzter, blaugekrönter, -bewehrter und -bezungter roter Löwe.“ […] Die Flagge der Stadt Langenfeld Rhld. zeigt die Farben Grün-Weiß-Grün und das in Absatz 2 näher bezeichnete Stadtwappen in der Mitte des Fahnentuches. |
| Mettmann               |            |        | Die Stadt führt die Bezeichnung „Kreisstadt Mettmann“. Sie wurde am 3. August 904 zum ersten Mal urkundlich erwähnt. Seit 1954 ist Mettmann Kreisstadt. „Beschreibung des Wappens: Das Wappen der Kreisstadt zeigt in Gold auf blauem Grund durch ein Stadttor miteinander verbunden die Evangelische Kirche und die Katholische Lambertuskirche sowie eine mit Edelsteinen besetzte Krone, Zepter und Lade zwischen beiden Kirchtürmen.“ […] Beschreibung der Flagge (Stadtfarben): „Die Farben der Kreisstadt sind blauweiß.“ |
| Monheim am Rhein       |            |        | Beschreibung des Wappens: In Blau auf grünem Boden stehend eine silbern gekleidete barfüßige Jungfrau, die in der rechten einen goldenen Blätterzweig hält und den linken Zeigefinger auf den Mund legt; links vor ihr eine nach links laufende silberne Gans; im linken Obereck ein silberner Schild; darin ein blau gekrönter, gezungter und bewehrter roter Löwe. Beschreibung der Flagge: „Die Flagge der Stadt zeigt die Farben grün und weiß mit dem Stadtwappen.“ |
| Ratingen               |            |        | „Die Stadt Ratingen führt Wappen und Flagge. Beschreibung des Wappens: Das Wappen der Stadt zeigt in quergeteiltem Schild im oberen Feld in Silber einen nach rechts gewendeten, halben wachsenden, zweischwänzigen, blaugekrönten und blaubekrallten roten Löwen, im unteren Feld in Rot ein silbernes Richtrad mit sechs Speichen.“ […] Beschreibung der Flagge: „Die Stadtflagge zeigt die Farben rot-weiß-rot mit dem Stadtwappen im breiteren weißen Mittelstreifen.“ |
| Velbert                |            |        | Die Stadt Velbert führt Wappen und Flagge. Beschreibung des Wappens: „In Rot ein gestürzter silberner (weißer) Schlüssel, den Knauf mit einem grünen Eichenblatt, den nach links gewendeten Bart mit einem schwarzen Doppelsparren belegt.“ […] Beschreibung der Flagge: „Die Stadtflagge ist quergestreift rot-weiß-rot im Verhältnis 1:4:1 mit dem zur Stange verschobenen Wappenschild der Stadt in der Mitte der mittleren Bahn.“ Beschreibung des Banners: „Rot-weiß-rot längst gestreift im Verhältnis 1:4:1 mit dem Wappenschild der Stadt leicht über die Mitte nach oben verschoben auf der mittleren Bahn.“ |
| Wülfrath               |            |        | Der Stadt Wülfrath ist mit Urkunde des Oberpräsidenten in Koblenz vom 18.08.1938 das Recht zur Führung eines Wappens verliehen worden. Beschreibung des Wappens: „Das Wülfrather Stadtwappen zeigt einen silbern gekleideten Hirten mit goldenen Haaren, goldenen Schuhen, goldener Umhängetasche und einem Messer mit goldenem Griff im Gürtel auf rotem Grund. der einem vor ihm sitzenden silbernen Wolf einen goldenen Stock in den Rachen stößt.“ […] Flaggenbeschreibung: „Die Stadtflagge besteht aus einem roten und einem weißen Längsstreifen von gleicher Breite und dem mitten auf das Wappentuch aufgesetzten Wappenschild.“ |